# Allain Jacques Guillou
Allain Jacques Guillou (ou Guilloux), né à Audierne (Finistère) le 2 avril 1799 et mort a Rikitea, iles Gambier le 7 juillet 1876, est un aventurier et commerçant français d'origine bretonne qui fut le premier colon à s’installer dans l'archipel des Iles Gambier en 1832.

## Biographie
Né à Audierne (Finistère) le 2 avril 1799, Allain Jacques Guillou est le 6e et dernier enfant de Laurent Guillou et Anne Mercourt. Orphelin à la naissance, il est pris en charge par sa grand-mère qui l’élève jusqu’à l’âge de 7 ans, ou il est envoyé à Brest (Finistère) chez son Parrain, Jean-Baptiste le Diouron, qui l’instruit dans son pensionnat.
À 16 ans, Allain Jacques perd sa fiancée, Agnès Lebelec, écrasée par une calèche. Il décide de quitter la Bretagne et en octobre 1816 embarque en tant qu’assistant charpentier sur le Bordelais, premier navire à effectuer le tour du monde après la Révolution Francaise.
Il débarque à Valparaiso Chili en 1817, en plein soulèvement révolutionnaire et fait la connaissance de José de San Martín dont il rejoint l’armée. Après avoir participé à la libération du Pérou et du l'Équateur, il s’embarque pour Tahiti en septembre 1822 en compagnie de Thomas Ebrill. Arrivé à Tahiti, il s’associe à Thomas Ebrill et Samuel Pinder Henry dans une tentative infructueuse de plantation de canne à sucre à Mairipehé.
Le 22 avril 1824, il assiste au sacre de Pōmare III, roi de Tahiti. 
En avril 1829, il rencontre Adolphe Bureau, négociant dans les îles de la Polynésie avec qui il décide d’ouvrir un comptoir de perles aux Iles Gambier. Premier colon à s’installer au Gambier avec Jean Marion, il épouse Toa Ma-Ngiti qui lui donnera 12 enfants. César Desgraz, le secrétaire de Dumont d’Urville relate : « Une chose remarquable avait lieu même avant l’arrivée des missionnaires, c’est que contrairement aux mœurs relâchées des îles de l’Océanie, jamais les femmes de Gambier ne se sont prostituées aux étrangers. Le pilote le Guillou, qui a visité ces îles dès l’année 1829, nous a attesté ce fait; avant l’arrivée des missionnaires, il n'avait dans différents voyages aperçu qu’une seule vieille femme, donnant à manger à une foule de rats qui empestaient ces îles et qui paraissaient être les favoris des habitants ».
Le 7 août 1834, il assiste à l’arrivée des premiers missionnaires catholiques aux Iles Gambier et en particulier Honoré Laval. Il est témoin de la destruction des nombreuses idoles et Tikis des Gambier par les missionnaires de Picpus.
En août 1836, il rencontre Jules Dumont d'Urville et l’équipage de L'Astrolabe lors de leur passage aux Gambier. Dumont d’Urville et son équipage relatent leurs rencontres avec Allain Jacques Guillou.
En juin 1858, le pharmacien Gilbert Cuzent atteste de la presence d'Allain Jacques Guillou aux Gambier et fait une description de sa famille et de ses filles « très proprement mises ».    
Allain Jacques Guillou meurt aux Gambier le 7 juillet 1876.
Sa nombreuse descendance est aujourd'hui présente aux Gambier, à Tahiti, et dans toute la Polynésie.

## Sources
- Voyage au Pôle Sud et dans l'Océanie sur les corvettes l'Astrolabe et la Zélée, années 1837-1838-1839-1840, Jules-Sébastien-César Dumont D'Urville.
- Mémoire pour servir l’histoire de Mangareva, Père Honoré Laval, 1968
- audierne.info